# Abbaye de Scharnitz

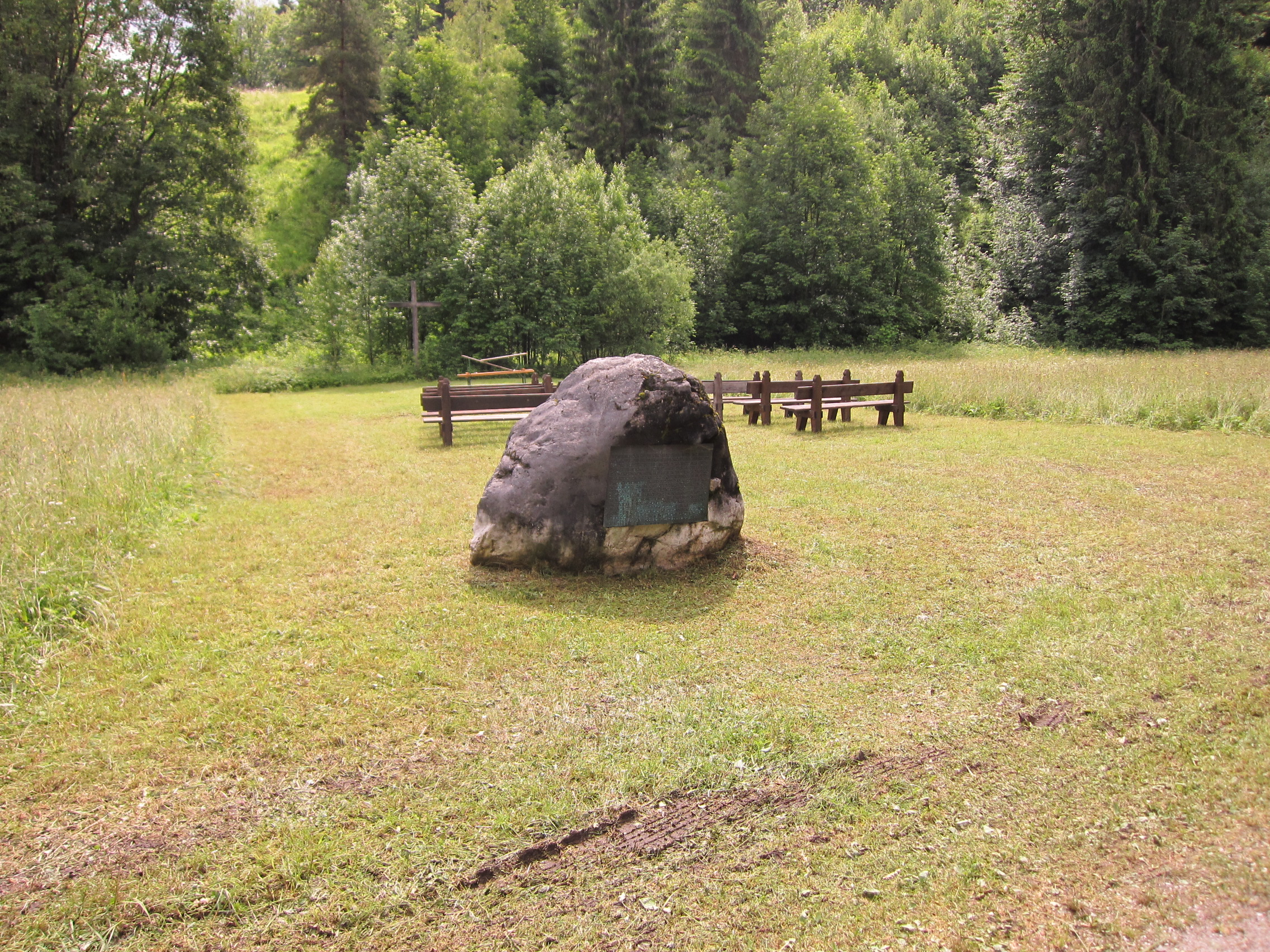
Stèle marquant l’emplacement de l'ancienne abbaye de Scharnitz.

L'abbaye de Scharnitz (Monasterium in solitudine Scaratiense) était une abbaye bénédictine située à Mittenwald en Bavière.

## Histoire
Ce monastère était dédié aux saints apôtres saint Pierre et saint Paul et a été fondé vers 763 par Reginperht et Irminfried de l'antique famille des Huosi (de) de Bavière. Elle était à un point-clé de passage vers l'Italie. Saint Aribon de Freising (723-784), membre de cette noble famille, en devint le premier abbé en 763, puis il devint évêque de Freising. Il déménagea la communauté entre 769 et 772 à l'abbaye de Schlehdorf.

## Source
- (de) Monastères de Bavière